# Norstedts första svenska ordbok
O Norstedts första svenska ordbok – em português Primeiro Dicionário Sueco da Norstedts – é um dicionário enciclopédico sueco para jovens e crianças, em 1 volume, publicado em 2001.
Contém 18 000 verbetes, com 350 ilustrações, em 793 páginas.